# Brännvinsmagasinet

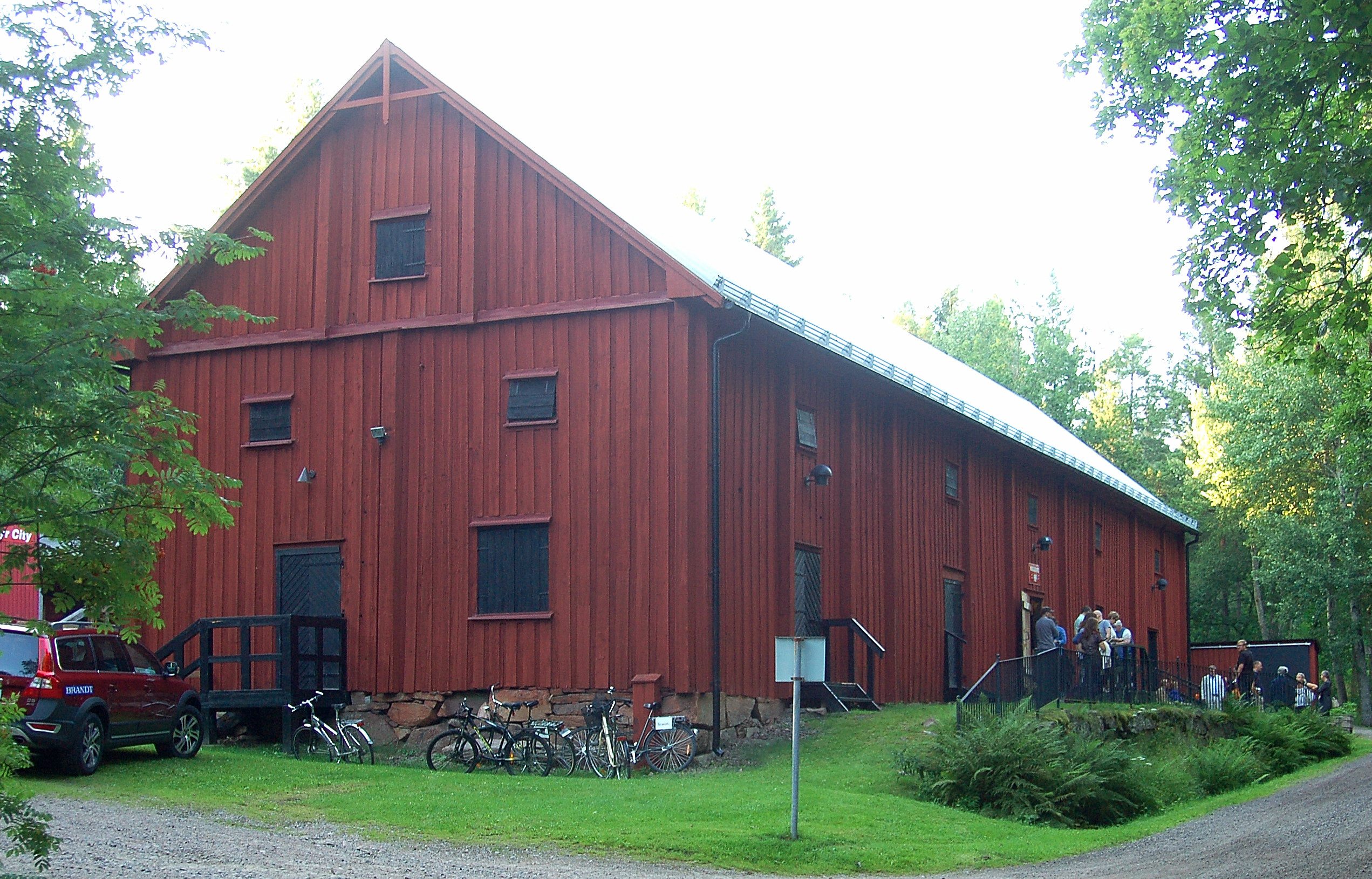
Brännvinsmagasinet.

Brännvinsmagasinet är en teaterlokal vid Alsters herrgård.
Magasinet uppfördes på 1770-talet i Karlstad på Klaraborgs ägor och är en av de få byggnader som finns kvar i Karlstad från denna tidsepok. Det byggdes på Gustaf III:s propå om att husbehovsbränningen skulle avskaffas.
Från början var namnet Kronomagasinet, men det fick senare namnet Brännvinsmagasinet eftersom det uppfördes på Bränneritomten.
När greve C.G. Löwenhjelm 1849 ville bygga en herrgård på Klaraborgs ägor skulle magasinet bort. Han annonserade ut det för rivning genom  auktion. Köpmannen Jan Fröding, Gustaf Frödings farfar, som var i behov av magasin till sina växande industrier bestämde sig för att köpa byggnaden. För att priset inte skulle rusa i höjden sände han sin svärson Cederroth som bulvan för att sköta budgivningen. Cederroth lyckades förvärva magasinet för 800 riksdaler, varefter det flyttades till Alster.
Fram till några år in på år 1860 användes byggnaden som spannmålsmagasin. Det var främst havre som köptes upp i Västergötland för att senare exporteras till England. Hur mycket av Frödings spannmålshandel som omlastades vid magasinet är oklart. 
När havreexporten upphörde i mitten på 1860-talet minskade herrgårdens behov av denna stora lagerbyggnad så den blev dåligt utnyttjad för herrgårdens eget bruk. Under andra världskriget användes lokalen av Sjukvårdsberedskapsnämndens Centralförråd. 
AB Alsters industrier bjöd 1948 ut byggnaden till rivning. Många kulturintresserade personer protesterade mot rivningsförslaget och det slutade med att magasinet på ofri grund skänktes till Värmlands landsting.
Karlstad kommun tog i april 2003 över ansvaret för Alsters herrgård och därmed även brännvinsmagasinet. År 2005 byggdes delar av magasinet om till en flexibel scen för olika former av kulturarrangemang. För att få tillräcklig höjd i lokalen avlägsnades de tre våningsbjälklagen i den södra delen av magasinet. Förutom till teater används lokalerna även till utställningar, musik och föredrag.

## Pjäser i urval
- 2015 Möss och människor av John Steinbeck, Värmlandsteatern. Regi Mattias Walan.
- 2012 Fröken Julie av August Strindberg, Värmlandsteatern. Regi Jenny Lakmaker.
- 2007 Shirley Valentine, av Willy Russell, Lena Wallman-Alster.
- 2007 Sjung vackert om kärlek, av Gottfried Grafström, Värmlandsteatern. Regi Carina Ekman.
- 2006 Svek, av Harold Pinter, Värmlandsteatern. Regi Jenny Lakmaker.
- 2005 Ett dockhem, av Henrik Ibsen, Värmlandsteatern. Regi Jenny Lakmaker.